# Elephantomyia krivosheinae
Elephantomyia krivosheinae är en tvåvingeart som beskrevs av Evgenyi Nikolayevich Savchenko 1976. Elephantomyia krivosheinae ingår i släktet Elephantomyia och familjen småharkrankar. Inga underarter finns listade i Catalogue of Life.